# Nihoa bisianumu
Nihoa bisianumu is een spinnensoort uit de familie Barychelidae. De soort komt voor in Nieuw-Guinea.